# Mariano Duncan
Mariano Duncan Nalasco (né le 13 mars 1963 à San Pedro de Macorís, République dominicaine) est un ancien joueur professionnel de baseball.
Il évolue dans la Ligue majeure de baseball de 1985 à 1987 et de 1989 à 1997 comme joueur de deuxième but et d'arrêt-court.
Il fait partie de l'équipe des Reds de Cincinnati championne de la Série mondiale 1990 et de celle des Yankees de New York championne de la Série mondiale 1996.

## Carrière

### Dodgers de Los Angeles
Mariano Duncan joue son premier match dans le baseball majeur le 9 avril 1985 avec les Dodgers de Los Angeles. Avec 38 buts volés en 142 matchs à sa première saison, il est l'un des meilleurs joueurs recrues de 1985 et termine 3e du vote de fin d'année désignant le gagnant du prix de la recrue de l'année de la Ligue nationale, derrière le lauréat Vince Coleman et Tom Browning. En 109 matchs joués en 1986, il réussit 48 vols de buts, un sommet personnel, en 61 tentatives.
À ses trois premières saisons, Duncan évolue à l'arrêt-court pour les Dodgers et impressionne avec sa vitesse et ses vols de buts, mais il est un mauvais joueur en défensive et n'a pas une bonne relation avec le gérant du club Tommy Lasorda, en qui il n'a guère confiance. Duncan est rétrogradé aux ligues mineures, et il passe toute l'année 1988 avec les Dukes d'Albuquerque.
Il revient chez les Dodgers en 1989 mais est échangé à la mi-saison. Le 18 juillet 1989, Los Angeles transfère Duncan et le lanceur droitier Tim Leary aux Reds de Cincinnati en retour du voltigeur Kal Daniels et de Lenny Harris, un joueur d'utilité.

### Reds de Cincinnati
La transaction relance la carrière de Duncan, qui estime être passé d'une organisation qui ne le traitait « pas bien » à une où il a l'estime de son gérant Lou Piniella, qui lui confie le poste de deuxième but, les Reds alignant l'arrêt-court étoile Barry Larkin. Duncan s'affirme en offensive avec une moyenne au bâton de ,306 en 1990 et il mène la Ligue nationale avec 11 triples. Il fait partie de l'équipe des Reds qui remporte la Série mondiale 1990 et aide Cincinnati dans leur parcours vers le titre, frappant notamment un coup de circuit de 3 points qui brise l'égalité et mène les Reds vers la victoire dans le 3e match de la Série de championnat 1990 contre Pittsburgh.

### Phillies de Philadelphie
Joueur des Reds jusqu'en 1991, Duncan rejoint les Phillies de Philadelphie en 1992. À sa première année, il établit ses records personnels en une saison de 153 coups sûrs et 40 doubles (le second plus haut total de doubles de la Ligue nationale cette saison-là. En 1993, il récolte 73 points produits, son total le plus élevé enc carrière. Il fait partie de l'équipe qui remporte le titre de la Ligue nationale en 1993 mais s'incline en Série mondiale. Durant celle-ci, Duncan maintient une moyenne au bâton de ,345 en 6 matchs malgré la défaite de son club. Alternant entre les postes de deuxième but et d'arrêt-court à Philadelphie, Duncan honore en 1994 sa seule invitation au match des étoiles. Malgré des performances peu remarquables (il a une moyenne au bâton de ,265 à la mi-saison), il est porté par la popularité des Phillies, finalistes la saison précédente, et est voté par le public joueur de deuxième but partant de l'équipe d'étoiles de la Ligue nationale, un honneur somme toute peu mérité.
Le 8 août 1995, les Phillies perdent Duncan au ballottage lorsqu'il est réclamé par son ancienne équipe, les Reds de Cincinnati, avec qui il termine la saison.

### Yankees de New York
Devenu agent libre, Mariano Duncan rejoint les Yankees de New York après la saison 1995 sur un contrat de deux ans évalué à 1,475 million de dollars. Au camp d'entraînement du printemps suivant, il joue aux premier, deuxième et troisième but ainsi qu'au champ gauche. Faute de joueurs disponibles après des blessures, les Yankees dirigés par Joe Torre confient à contrecœur le poste de joueur de deuxième but à Duncan, devenu un vétéran dont les lacunes défensives sont notoires. Il joue 104 de ses 109 matchs à cette position en 1996 et récompense les Yankees avec une moyenne au bâton de ,340 en 417 passages au bâton. Il fait partie de l'équipe championne de la Série mondiale 1996.
Il partage 1997, sa dernière saison dans les majeures, entre les Yankees et les Blue Jays de Toronto, à qui il est échangé contre un joueur de ligue mineure en cours d'année.
En 1 279 matchs joués sur 12 saisons dans le baseball majeur, Mariano Duncan compte 1 247 coups sûrs, dont 233 doubles, 37 triples et 87 circuits. Il a 174 buts volés, 619 points marqués et 491 points produits. Sa moyenne au bâton s'élève à ,267 et son OPS à ,688.
En 1998, Duncan évolue pour les Yomiuri Giants de la Ligue centrale du Japon.

## Carrière d'entraîneur
Mariano Duncan est instructeur de premier but des Dodgers de Los Angeles durant 5 saisons, de 2006 à 2010,.